# Tillouguit n'Aït Isha
Tillouguit n'Aït Isha är en ort i Marocko.   Den ligger i regionen Béni Mellal-Khénifra, 230 km söder om huvudstaden Rabat.